# GOAL!3
『GOAL!3』（原題：Goal III: Taking on the World）は、2009年に公開されたサッカー映画。この作品は国際サッカー連盟（FIFA）公認により2005年に公開された『GOAL!』、2007年公開の『GOAL!2』の続編で、全3部作の最終章となっている。2006年のワールドカップドイツ大会が舞台となる。ただし日本では劇場映画としては公開せず、DVDとBlu-ray Discで発売された。
ストーリーの路線は前2作と違い大幅に変更され、結果多大なファン離れを生むこととなった。

## ストーリー
いよいよワールドカップが迫ってきた。サンティはメキシコ代表として、チームメイトのチャーリーとリアムはイングランド代表として共に世界の頂点を目指すことに。カリスマプレーヤーであるチャーリーは、サンティとリアムと一緒に映画の撮影現場に入り、そこでソフィアと知り合う。意気投合した4人だが、交通事故でサンティは腕を骨折してしまう。アル中のリアムは酒を絶ち、練習に没頭する。
そしていよいよワールドカップ開幕。ベンチ入りしたチャーリーとリアムだが、チャーリーは試合中に事故の後遺症のせいで急死してしまう。リアムは友達のため、祖国のためにピッチに立つ。

## 出演
| 役名       | 俳優                   | 日本語吹替   |
| ---------- | ---------------------- | ------------ |
| チャーリー | レオ・グレゴリー       | 蓮池龍三     |
| リアム     | JJ・フェイルド         | 小林かつのり |
| サンティ   | クノ・ベッカー         | 櫻井孝宏     |
| ニック     | ニック・モラン         |              |
| ロニー     | テイマー・ハッサン     |              |
| ソフィア   | カシア・スムトゥニアク | 亀岡真美     |
|            | リオネル・メッシ       |              |